# Lippa (gioco)

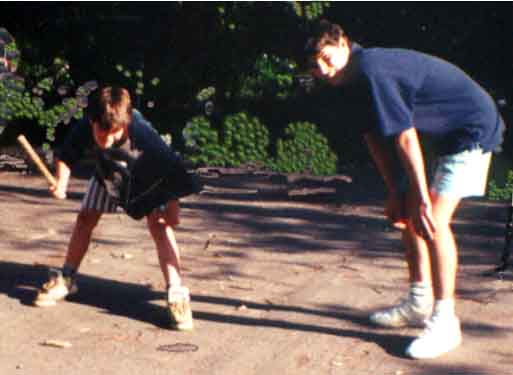
Due bambini intenti a giocare alla lippa

La lippa è un antico gioco popolare diffuso dal Mediterraneo occidentale all'India forse arrivato in Europa nel XV secolo. Viene considerato alla stregua di uno sport popolare e periodicamente se ne disputano tornei internazionali a livello agonistico. 

## Nome
Il gioco ha differenti nomi in base alla località. Raggruppando in base regionale:
- Liguria: ā lippa o ā lìppua, ā lìppu(r)a o ā lìppura.
- Toscana: in generale alla lippa oppure a mazzascudo[1], ma a Prato cibbè, a Livorno[senza fonte] e Colle di Val d'Elsa[1] a ghinè, a Firenze arè busè[1], a Siena a giromuso-fuso[1].
- Emilia-Romagna: nel Piacentino śgerla o cìrolo[2], a Parma a giarè[1], a Ferrara a lippa pandòn[1] oppure bac e pandòn[3]
- Lombardia: a Mede ciaramèla[4], a Mantova s-ciàncol[5], a Milano a la rella o a la rèla[1][6], presso il Lago di Como al ciangòl[1], a Brescia e Bergamo ciáncol[senza fonte], "lipa" in dialetto pavese a Turago Bordone[7].
- Veneto: a Verona s-cianco, a Vicenza còncio[senza fonte], a Rovigo bindeche[8], a Venezia a massa e pandolo oppure al pandolo[1], a Padova pìndolo[9], a Treviso pito[10].
- Istria e Trieste: gioco del pandolo.
- Piemonte: in generale a cirimèla[1][11], ma nel Monferrato a lippa sippa.[1], a Garessio cilìu[12].
- Abruzzo: tirolò, detto generalmente mazzetta o mazza nella Marsica[13].
- Puglia: a Bari a pestìcchie[14], a Bisceglie a mazzarèid[1], a Gioia del Colle pizzecal[senza fonte], ad Ascoli Satriano mazz'e mašchit[senza fonte], a Manfredonia pundelìcchje[15], a Foggia màzz 'e bustìche[1][16], a San Severo mazz'e pìzze[16], a Taranto màzz'e spəzzìddə[17], in alcune località del Salento mazza e pizzarieddhu[18] in altre mazza e castiddhò, A zzeppuri a Mesagne (Brindisi), a Deliceto Mazz e Tritl
- Campania: a Napoli mazza e pìvezo/pìuzo[1][19].
- Sicilia[1]: in generale a manciùgghia, ma a Messina ô ligneddu, a Polizzi ô lignuzzu, a San Giuseppe Jato a ligna, a Girgenti a mazzi, a Catania a firredda, a Licata a firlazzeddu, a Riesi a ferra a mme, a Milazzo ô boscu, a Siracusa a l'acitu e a pammu oppure scannellu[20], a Canicattì tanapapiù[senza fonte], a Palma di Montechiaro taddu, a Borgetto Scanneddi.
- Calabria[21].: a San Donato di Ninea a cavicchiùla[22], a Cosenza stirìddru, a Castrovillari ed a Serra San Bruno[23]spizzingùlu oppure spitizzingùlo, ad Albidona zullàru, a Cellara tugliuoli oppure tugliu, a Spezzano Piccolo vusciu, a Cariati trisculu, a San Giovanni in Fiore tribisièllu, a Rogliano squìglia, a San Marco Argentano crìcchici, a Nocera Terinese pizzu e palu[senza fonte] a Sambiase "pizzicu e mazza", a Corigliano mazz'e trugghi
- Trentino-Alto Adige: a Rovereto rumega oppure rumeghèr[24].
- Lazio: a Roma bastone e nizza, in Provincia di Frosinone zicchia[senza fonte], a Terracina mazza e saràga[25],a Fondi mazz e mbivz.
- Umbria: a Terni semplicemente nizza.
- Sardegna: mazzucchèddu o pettiasa e caricciasa, ad Alghero pirumbì[senza fonte].
- Abruzzo: a L'Aquila zirè[26], a Sulmona mazz buzzella[senza fonte].
- Friuli-Venezia Giulia: in generale pìndul pàndul, lip o ci-bê[senza fonte].
- Abruzzo: a Chieti mazz'e cuzz[senza fonte].
- Molise: a Termoli mazz'e cuzz[27], ad Agnone mazz'e pizzòtt[28],a Rotello mazz'e mazzill
- Basilicata: ad Avigliano, mazz e piccul
- Valle d'Aosta: ad Antagnod e a Lignod (Ayas), caillà.[29]

E in Svizzera
- Canton Ticino: cilio (proibito dal 1972).[30]

Dal punto di vista etimologico, il termine è poi entrato a far parte della lingua italiana quale sinonimo di «veloce».

## Regolamento
Il gioco è effettuato con due pezzi di legno, generalmente ricavati dai manici di una scopa, uno di circa 15 cm in lunghezza con le estremità appuntite (chiamato lippino), l'altro lungo circa mezzo metro chiamato lippa: si traccia a terra un cerchio e un ovale per posizionare il lippino. La tecnica consiste nel colpire con il pezzo lungo il pezzo piccolo su un'estremità per farlo saltare (questo il motivo delle estremità appuntite), quindi ricolpirlo. Si hanno tre tentativi, il gioco consiste nel lanciare il pezzo piccolo quanto più lontano possibile.
Il numero di concorrenti è variabile. La squadra che attacca dispone il bastoncino piccolo e affusolato (la lippa) al centro di un cerchio di raggio pari alla lunghezza del bastone che si usa come mazza; se ne colpisce un'estremità per sollevarla in aria e colpirla con forza una seconda volta per lanciarla il più lontano possibile.
La squadra che difende si dispone in modo da afferrare al volo il lippino, cosa piuttosto difficile, se vi si riesce il lanciatore è eliminato. In caso contrario dal punto in cui è finito il lippino, il difensore, tenendolo in pugno poi lo lancia cercando di colpire il bastone-mazza preventivamente posato dietro il cerchio in direzione del lippino; se viene colpito il lanciatore è eliminato (questa operazione si dice carare).
In caso contrario, gli attaccanti hanno tre possibilità per colpire e allontanare il più possibile il lippino dal cerchio dopodiché il lanciatore valuta ad occhio la lunghezza in bastoni-mazza del lancio effettuato, ossia tra il cerchio e il punto raggiunto dal lippino. Dopo i tre colpi l'attaccante chiede quanto il difensore offre, per esempio trenta bastoni: se l'attaccante accetta tale distanza, trenta, si scrive il numero a punteggio. Se non accetta, si controlla se la valutazione è corretta misurandola; se il numero dei bastoni è superiore a trenta, per esempio 35, i punti ottenuti dagli attaccanti saranno il doppio del contato; se saranno meno, gli attaccanti prenderanno quello contato. Di solito si valuta sempre in difetto, ma caratteristica del gioco, in prossimità del finale, è anche rischiare. Finché la squadra che attacca non viene eliminata, continua a battere con rotazione dei giocatori.
Il punteggio finale può essere 500 o anche 1000. Dipende dal tempo di gioco e dal numero dei giocatori.
In contesti particolari (cortili di quartieri popolari, piazze, ecc.) ci possono essere "regole locali" che attribuiscono punteggi speciali associati al superamento di ostacoli. Ad esempio il superamento in altezza di una casa, o di fili dell'energia elettrica può far attribuire punteggi bonus (es. 1000 punti).